# Joker Świecie
Joker Mekro Energoremont Świecie – polska kobieca drużyna siatkarska ze Świecia, która występowała w Tauron Lidze w sezonach 2020/2021 i 2021/2022.

## Historia
Początki klubu to uczniowski klub sportowy przy Szkole Podstawowej nr 8, założony przez trenera Andrzeja Nadolnego. W 2005 r. zawodniczki klubu zajęły trzecie miejsce w Mistrzostwach Polski w Zabrzu w kategorii trójek siatkarskich. W 2006 r. zawodniczki: Katarzyna Wenerska, Paulina Pauka, Marta Starszak, Dominika Grubecka i Dagmara Piekoszewska w kategorii czwórek zostały mistrzyniami Polski. W 2008 r. siatkarki klubu z rocznika 1993 zajęły czwarte miejsce w finale Mistrzostw Polski Młodziczek. Po tym sukcesie powołano w Świeciu drużynę seniorek, która w 2009 r. wywalczyła awans do II ligi. W sezonie 2018/2019 Joker Świecie wywalczył mistrzostwo pierwszej ligi, ale ze względów finansowych drużyna zrezygnowała z dalszej walki o Ligę Siatkówki Kobiet. W 2020 roku klub wygrał I ligę i wszedł do najwyższej klasy rozgrywek kobiet jako debiutant, gdzie utrzymał się w lidze (zajmując 11. miejsce).
Po sezonie 2020/2021 zespół opuściło większość zawodniczek, zaś nowym trenerem został po raz pierwszy w historii klubu ze Świecia zagraniczny szkoleniowiec - pochodzący z Turcji Bülent Karslıoğlu. Od 25 listopada 2021 do końca sezonu 2021/2022 trenerem drużyny był Piotr Matela, który wcześniej pełnił tę funkcję u lokalnego rywala - KS Pałac Bydgoszcz.
W sezonie 2021/2022 zespół zajął ostatnią, 12. pozycję i tym samym po dwóch sezonach w najwyższej klasie rozgrywkowej spadł początkowo do I ligi.
W czerwcu 2022 prezes klubu, Andrzej Nadolny poinformował, że zespół jednak nie wystartuje w I lidze w sezonie 2022/2023. Większy nacisk będzie kładziony na pracę z młodzieżą, nie wykluczono powrotu w przyszłości w oparciu o seniorki pochodzące głównie z tego klubu.

## Sukcesy
Mistrzostwo I ligi:
- 2019, 2020
- 2017

## Ostatni skład zespołu (stan na koniec sezonu 2021/2022)[10]
- Trener:  Piotr Matela[4]
- II trener:  Miłosz Szwaba
- Fizjoterapeuta:  Łukasz Karnowski
- Trener od przygotowania fizycznego:  Yamac Yasin Ersagun[11]

| Nr | Imię i nazwisko                  | Data ur.   | Wzrost | Pozycja               |
| -- | -------------------------------- | ---------- | ------ | --------------------- |
| 1  | Judyta Gawlak                    | 06.11.1990 | 184    | środkowa              |
| 2  | Angelika Wystel                  | 29.08.1995 | 183    | przyjmująca           |
| 3  | Amelia Senica                    | 31.12.2004 | 181    | przyjmująca           |
| 4  | Paulina Brzoska                  | 27.09.1992 | 186    | środkowa              |
| 5  | Agata Michalewicz                | 28.04.1998 | 181    | przyjmująca           |
| 6  | Wangelija Raczkowska             | 19.07.1997 | 185    | przyjmująca           |
| 7  | Natalia Skrzypkowska             | 23.02.1989 | 180    | przyjmująca           |
| 8  | Agata Nowak                      | 08.07.1995 | 173    | libero                |
| 9  | Joanna Sikorska                  | 25.12.1990 | 180    | atakująca             |
| 10 | Andressa Picussa (do 06.12.2021) | 22.07.1989 | 192    | środkowa              |
| 11 | Sonia Kubacka (do 01.01.2022)    | 27.02.1996 | 181    | środkowa              |
| 12 | Maria Luísa Oliveira             | 12.12.1992 | 182    | przyjmująca/atakująca |
| 13 | Monika Jagła                     | 04.01.2000 | 175    | libero                |
| 14 | Paulina Zaborowska               | 07.06.2000 | 179    | rozgrywająca          |
| 16 | Julia Twardowska                 | 04.05.1995 | 188    | przyjmująca           |